# Al-Baqi'

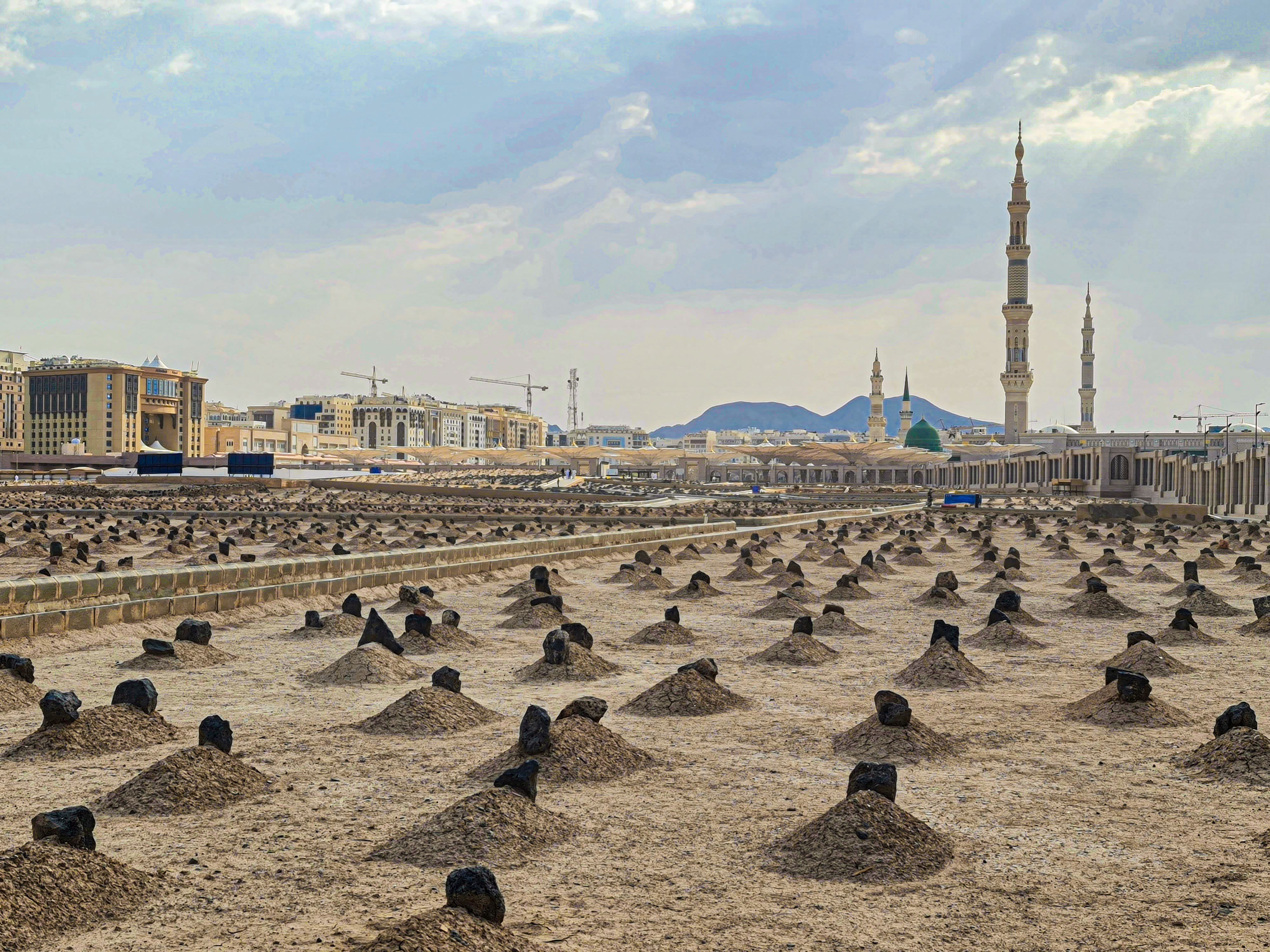
Jannatul Baqi.

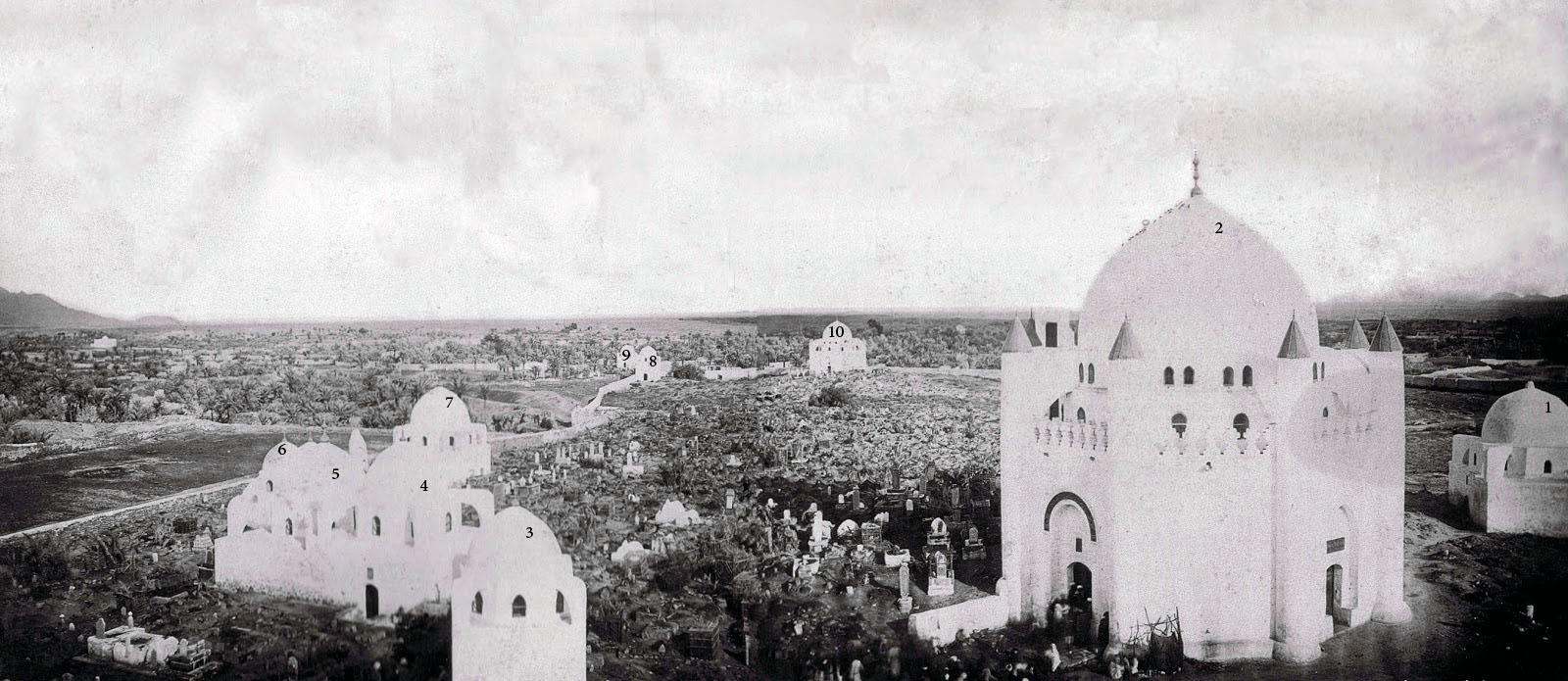
Helgedomen i al-Baqi' innan de saudiska wahhabiterna förstörde den år 1925.

Maqbaratu l-Baqī (مقبرة البقيع) är en begravningsplats i Medina, Saudarabien, i den sydöstra delen av Masjid al-Nabawi. Moskén är byggd där den islamiske profeten Muhammed levde, byggde en moské och begravdes. Även flera av Muhammeds släktingar är begravda på samma plats. Begravningsplatsen har därför en stor symbolisk betydelse. Förutom Al-Baqi' är den också känd som Jannatu l-Baqi (جنة البقيع) "Himlens trädgård" och Baqi'u l-Qarqad "orkidé från Boxthorn-trädet". 

## Historik
Då Muhammed kom till Medina från Mekka i september 622 var Al-Baqi en plats med många boxthorn-träd.
Begravningsplatsen förstördes år 1806, och efter att den återuppbyggts under mitten av 1800-talet förstördes den igen år 1925 och 1926.

## Berömda personer som begravts på Al Baqi

### Direkta släktingar tillMuhammed
- Alla Muhammeds fruar, Hafsa, Zainab med flera, utom Khadijah bint Khuwaylid och Maymuna bint al-Harith
- Ibrahim, Muhammeds son till Maria al-Qibtiyya, som dog i barnsäng
- Roqayyah, Muhammeds dotter
- Fatima bint al-Asad, faster/moster till Muhammed. Även andra fastrar/mostrar, bland annat Safiya och Aatika
- Fatima Zahra, Muhammeds första dotter med första frun Khadijah bint Khuwaylid, i en okänd grav
- ‘Abbas ibn ‘Abd al-Muttalib, morbror/farbror till Muhammed
- Fatima bint Hizam, känd som Umm ul-Banin, som gifte sig med Ali efter Fatimas död
- Hasan ibn Ali, barnbarn till Muhammed, son till Fatima och Ali
- ‘Alī ibn Ḥusayn, känd som Zayn al-Abidin, barnbarn till Fatima Zahra
- Muhammad al-Baqir, son till ‘Alī ibn Ḥusayn
- Ja’far as-Sadiq, son till Muhammad al-Baqir

### Andra betydelsefulla personer
- Uthman ibn Affan,
- Uthman Bin Mazoun
- Malik ibn Anas, islamisk jurist
- Mohammad Hayya Al-Sindhi, akademiker
- Imam Shamil, Dagestan ledare
- Muhammad Sayyid Tantawy, akademiker
- Idris, kung av Libyen
- Hasan as-Senussi, kronprins av Libyen